# Ptelidium ovatum
Ptelidium ovatum är en benvedsväxtart som beskrevs av Jean Louis Marie Poiret. Ptelidium ovatum ingår i släktet Ptelidium och familjen Celastraceae. Inga underarter finns listade.